# Hans Schlag
Hans Schlag war ein deutscher Fußballspieler.

## Karriere

### Vereine
Schlag gehörte als Stürmer von 1927 bis 1945 dem FC Wacker Halle an. In den vom Verband Mitteldeutscher Ballspiel-Vereine ausgetragenen Meisterschaft bestritt er im Gau Saale Punktspiele.
Von 1933 bis 1937 und von 1941 bis 1944 bestritt er Punktspiele in der Gauliga Mitte, in einer von zunächst 16, später auf 23 aufgestockten Gauligen zur Zeit des Nationalsozialismus als einheitlich höchste Spielklasse im Deutschen Reich. Von 1937 bis 1941 war er – Abstieg bedingt – in der zweitklassigen Bezirksliga aktiv und zuletzt, 1944/45, im Jahn-Bezirk, in einem in fünf Bezirke aufgeteilten Gauliga Mitte.
Während seiner Vereinszugehörigkeit gewann er sechs regionale Meisterschaften, darunter die Mitteldeutsche und die des Gaus Mitte. Aufgrund der Erfolge war er mit seiner Mannschaft an den jeweiligen Endrunden um die Deutsche Meisterschaft qualifiziert. Sein Debüt gab er am 8. Juli 1928 daheim bei der 0:3-Achtelfinal-Niederlage gegen den FC Bayern München.
Vom 8. April 1934 bis 13. Mai 1934 bestritt er alle sechs Endrundenspiele der Gruppe D. Mit seinen drei Toren konnte er nicht verhindern, das nur ein Sieg – das 2:1 über Borussia Fulda – und der letzte Platz heraussprang. Beim Torverhältnis von 8:20 war er der erste Torschütze seiner Mannschaft, als er im zweiten Gruppenspiel bei der 2:7-Niederlage gegen den Dresdner SC das Tor zum 1:0 in der neunten Minute erzielte.
Seine letzte Saison, 1946/47, bestritt er – die sowjetische Besatzungsmacht hatte auf der Grundlage der Direktive Nr. 23 des Alliierten Kontrollrats alle Sportvereine auf Dauer verboten und zunächst Sportwettkämpfe nur in engen territorialen Grenzen gestattet – für die 1946 gegründete SG Halle-Glaucha, als locker organisierte Sportgruppe.

### Auswahlmannschaft
Als Spieler der Gauauswahlmannschaft Mitte nahm er am Wettbewerb um den Bundespokal teil. Nach dem am 3. Februar 1935 mit 2:0 gegen die Gauauswahlmannschaft Niedersachsen erfolgreich beendeten Viertelfinale, stieß er mit seiner Mannschaft einen Monat später ins Halbfinale vor, das in Hamburg mit 4:2 gegen die Gauauswahlmannschaft Nordmark unter Einbezug zweier Tore von ihm, dem Anschlusstreffer zum 2:1 in der 59. und dem Treffer zum Endstand in der 77. Minute, gewonnen wurde.
Das am 24. März 1935 in Berlin ausgetragene Finale wurde mit 2:0 gegen die Gauauswahlmannschaft Berlin-Brandenburg gewonnen – und damit auch der Pokal.

## Erfolge
- Bundespokal-Sieger 1935
- Gaumeister Mitte 1934
- Mitteldeutscher Meister 1928,
- Gaumeister Saale 1928, 1931, 1932, 1933